# مات بارسونز
مات بارسونز (بالإنجليزية: Matt Parsons)‏ هو لاعب دوري الرغبي أسترالي، ولد في 18 يونيو 1973 في تامورث في أستراليا.